# Bergolo
Bergolo (piemontesisch Bèrgoj) ist eine Gemeinde in der italienischen Provinz Cuneo (CN), Region Piemont.

## Lage und Einwohner
Bergolo liegt knapp 90 Straßenkilometer nordöstlich von der Provinzhauptstadt Cuneo  auf einem Höhenrücken der Alta Langa zwischen dem Bormidatal und dem Uzzonetal. In der kleinen, nur 3 km² großen Gemeinde leben 53 Menschen (Stand 31. Dezember 2023).
Die Nachbargemeinden sind Cortemilia, Levice, Pezzolo Valle Uzzone und Torre Bormida.

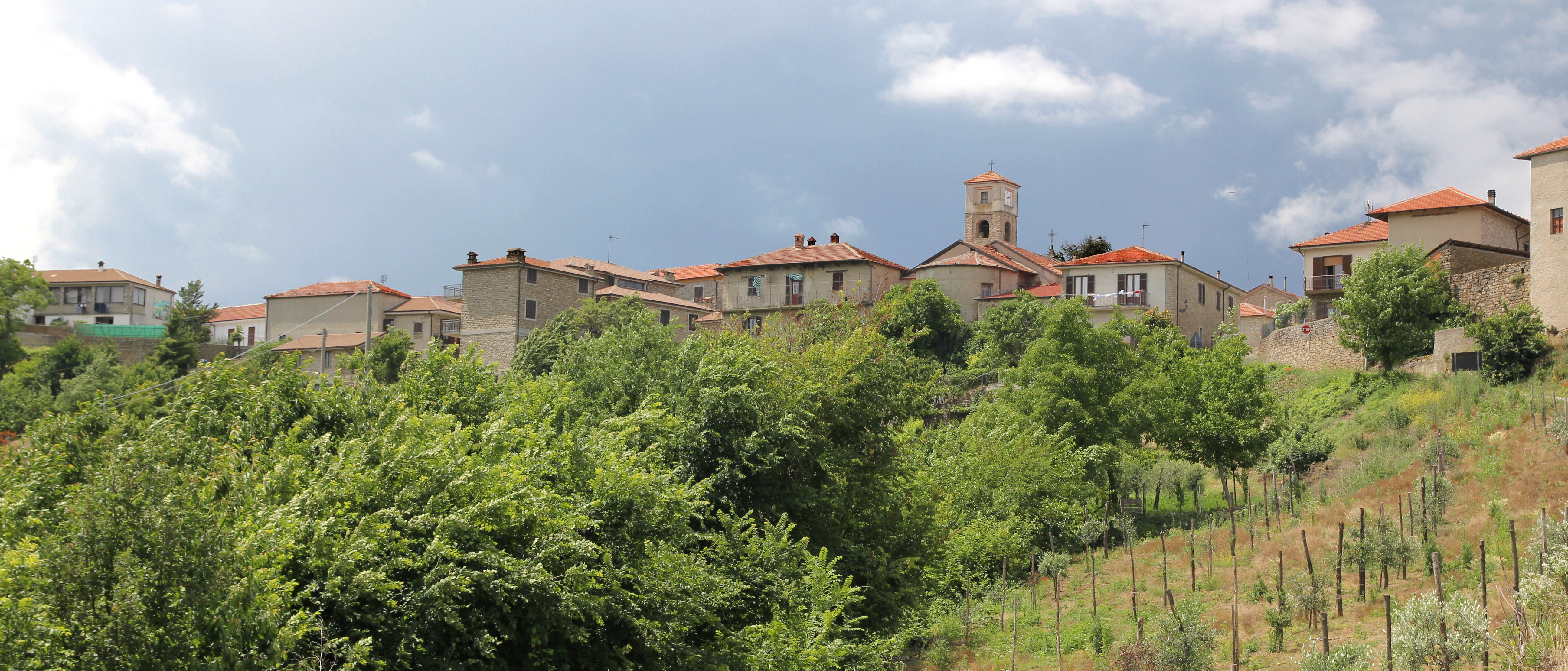
Bergolo

## Geschichte

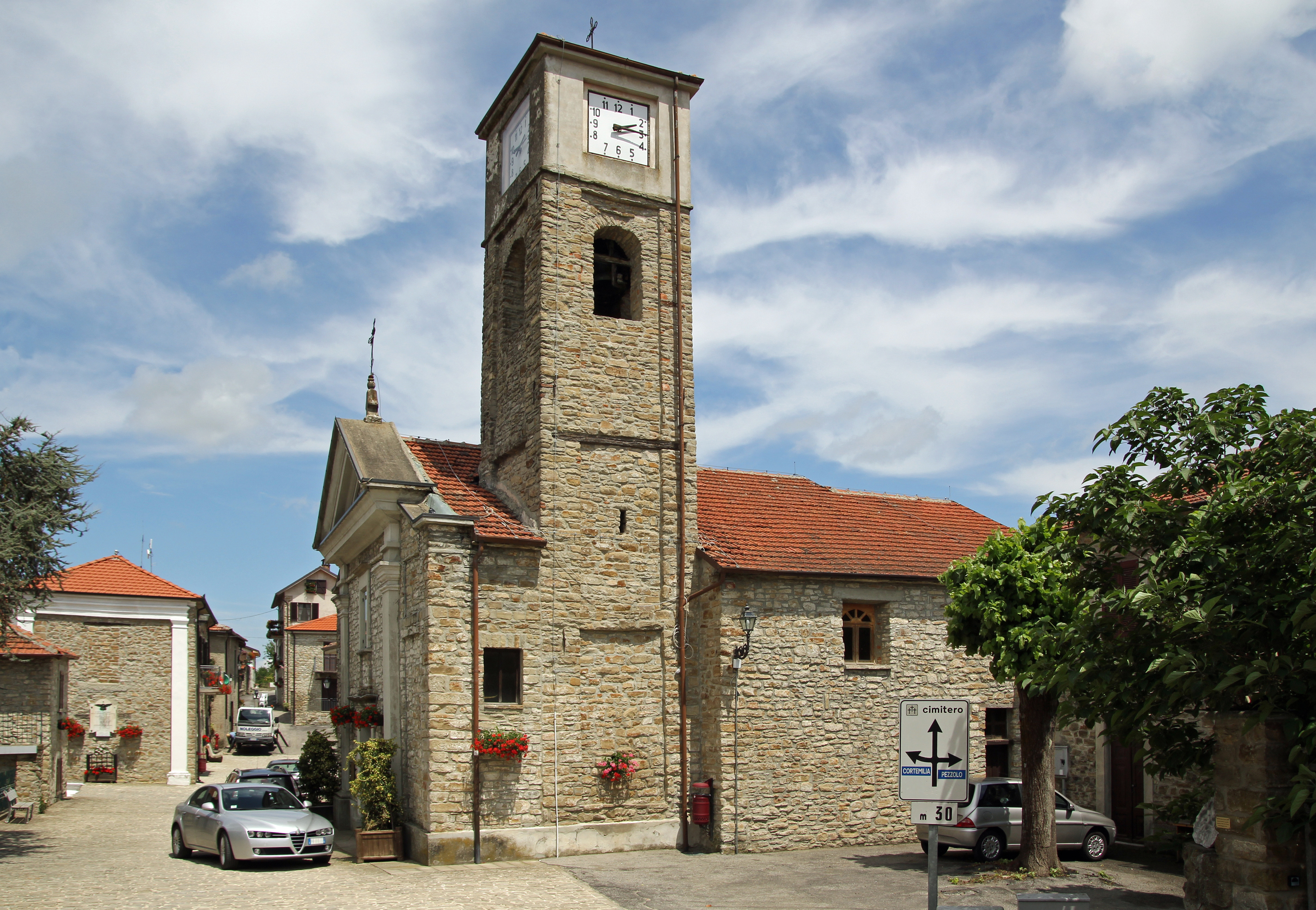
Pfarrkirche Natività di Maria Vergine

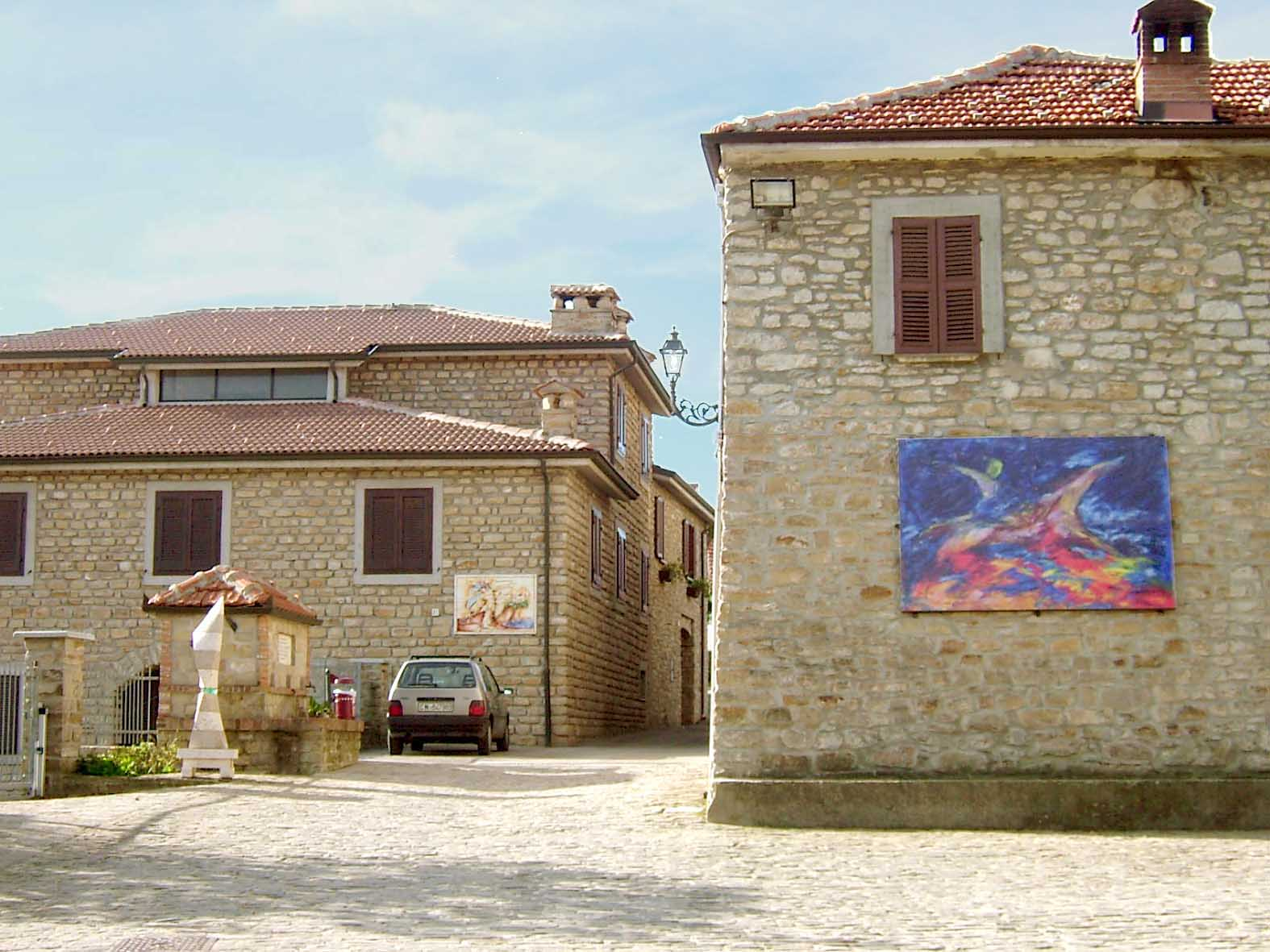
Bergolo, Mosaik von Paese di Pietra

Der Ort ist wahrscheinlich seit der Antike besiedelt. Der Name Bergulum kommt aus dem Spätlatein und bedeutet Ort des Heidekrauts. Die erste Erwähnung stammt aus dem Jahr 1091 als das Dorf in den Besitz von Bonifacio del Vasto überging. Als Bonifatius um 1135 starb, teilten sich die Kinder das Erbe, trennten sich dann aber. So blieb es zunächst Teil des als da Cortemilia bekannten Teils von Bonifacio und ging dann an die Familie Del Carretto über. Im Jahr 1209 wurde es an die Gemeinde Asti abgetreten und die Ereignisse dieser Stadt folgten bis 1322, als Manfredo II. von Vasto es an Manfredo IV. von Saluzzo abtrat.
1532 kam Bergolo in den Besitz der Savoyer und blieb dort bis zum Ende der Monarchie. 1928 wurde es zu Cortemilia zusammengelegt und 1949 erneut eine eigenständige Gemeinde.
Nach dem Niedergang durch starke Abwanderung seit dem Ende des Zweiten Weltkriegs erlebt der Ort seit den 1990er Jahren wieder einen Aufschwung als Künstler- und Touristenort.
Der Familienname von Papst Franziskus Bergoglio soll aus Bergolo stammen.

## Kulinarische Spezialitäten
Bei Bergolo wird in beschränktem Maße Weinbau betrieben. Die Beeren der Rebsorten Spätburgunder und/oder Chardonnay dürfen zum Schaumwein Alta Langa verarbeitet werden.

## Sehenswürdigkeiten
- Die Pfarrkirche Natività di Maria Vergine stammt aus dem 17. Jahrhundert.
- Die Kapelle San Sebastiano liegt oberhalb des Dorfes, mit beeindruckender Aussicht bis zu den Alpen, umgeben vom Friedhof. Es handelt sich um einen einfachen, aber in den Proportionen perfekten, romanischen Bau aus dem 12. Jahrhundert, vermutlich 1145.[4]
- Als Ergebnis der jährlich stattfindenden Kunstwettbewerbe hängen an zahlreichen Fassaden dauerhaft Bilder und Mosaiken.

## Regelmäßige Veranstaltungen
- Ende Mai wird ein Wochenende lang das Musikfestival Canté Magg abgehalten.
- Im Juli / August findet der Kunstwettbewerb Paese di Pietra statt, gleichzeitig gibt es eine Reihe von Sommerkonzerten.
- Im August / September findet eine Ausstellung von Skulpturen im Freien statt.
- Am zweiten Septemberwochenende wird der Markt Duft der Steine abgehalten.